# Resolution 1835 des UN-Sicherheitsrates
Die Resolution 1835 des UN-Sicherheitsrates ist eine vom Sicherheitsrat der Vereinten Nationen am 27. September 2008 einstimmig verabschiedete Entschließung zum iranischen Atomprogramm. 
Mit der Resolution knüpfte der Sicherheitsrat an seine Resolutionen 1696 (2006), 1737 (2006), 1747 (2007) und 1803 (2008) an. 
Während Indonesien sich bei Resolution 1803 noch enthalten hatte, stimmte es Resolution 1835 zu, weil diese keine weiteren Sanktionen gegen Iran vorsah. 